# Batalla de Trenton
La batalla de Trenton succeïda el 26 de desembre de 1776, durant la Guerra d'Independència dels Estats Units després de la travessia del riu Delaware per part del general George Washington cap a Trenton, Nova Jersey. Washington va conduir al principal Exèrcit Continental a través del riu durant la nit de Nadal, per sorprendre i virtualment eliminar la guarnició Hessiana. El monument de la batalla de Trenton (en anglès: Trenton Battle Monument) erigit a "Five Points" segueix d'empeus fins avui com a tribut d'aquesta "victòria clau" nord-americana.

## Antecedents
Trenton va ser ocupada per tres regiments de mercenaris Hessians comandats pel Coronel John Rall amb un total de prop de 1.200 homes. Les forces de Washington amb prop de 2.400 homes va atacar en dues columnes: la divisió del General Nathanael Greene des del nord, i la divisió del General John Sullivan des de l'oest. Una tercera divisió mai no va aconseguir travessar el riu degut al mal temps, però se suposava que havia d'atacar pel sud.
La victòria nord-americana va rebre ajuda de John Honeyman, qui va recollir informació a Trenton i va enganyar als defensors Hessians. Va ser el responsable d'estimar la força dels defensors i de convèncer els britànics que els nord-americans estaven confusos i no en condicions d'atacar. D'altra banda, la travessia de Washington pel riu Delaware era gairebé impossible degut a les condicions climatològiques, i en fer-la, Washington va tenir el factor sorpresa al seu costat. De fet, els hessians enviaven cada nit una patrulla d'inspecció per veure si hi havia forces enemigues pròximes, però aquella nit no van sortir a causa de la tempesta.

## Batalla
Abans que George Washington i les seves tropes es posessin en marxa, es va poder veure sobre el seu escriptori una nota, que deia "Victory or Death" (Victoria o mort).

## Conseqüències

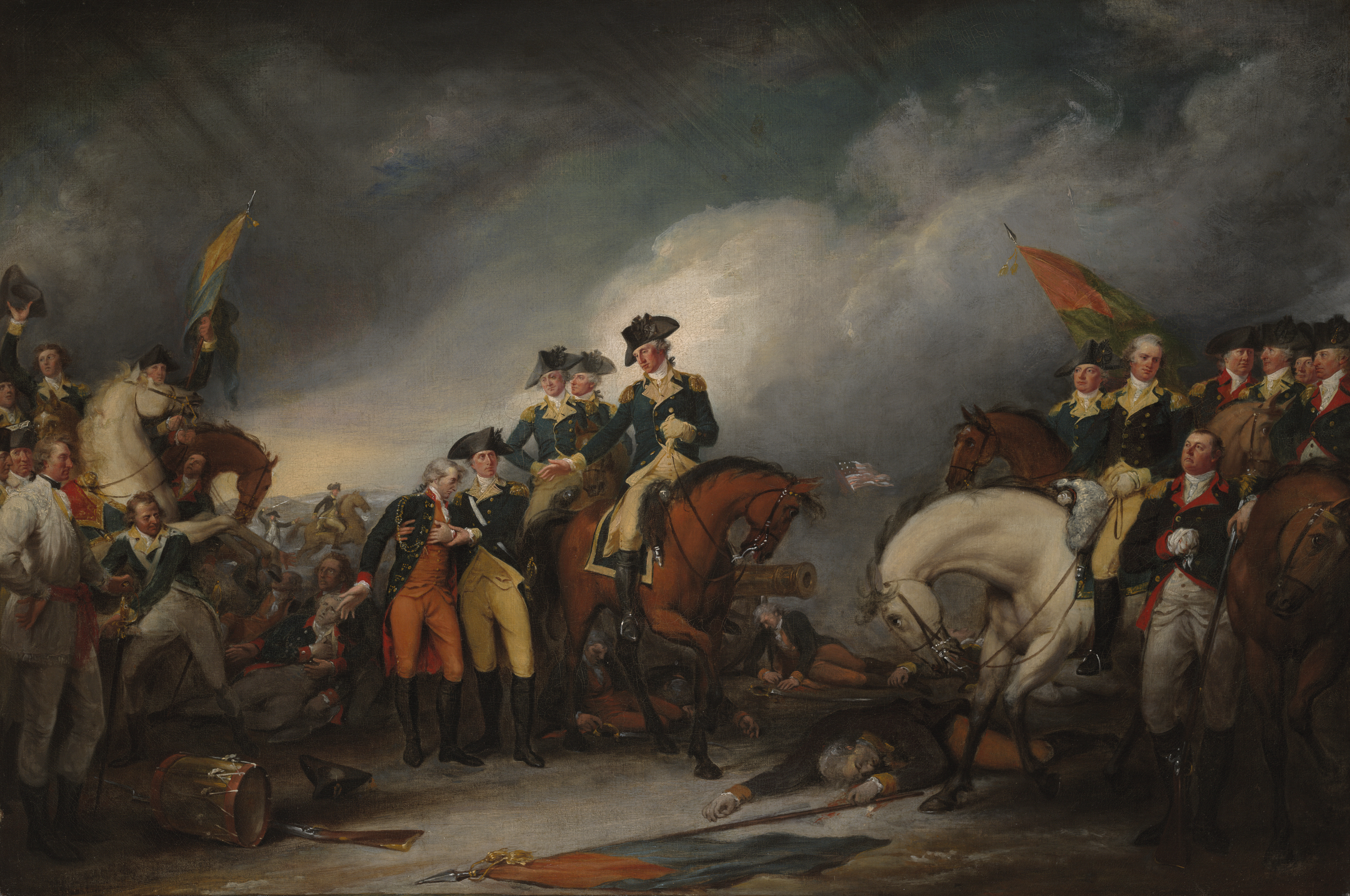
Rendició de les tropes mercenàries de Hessen

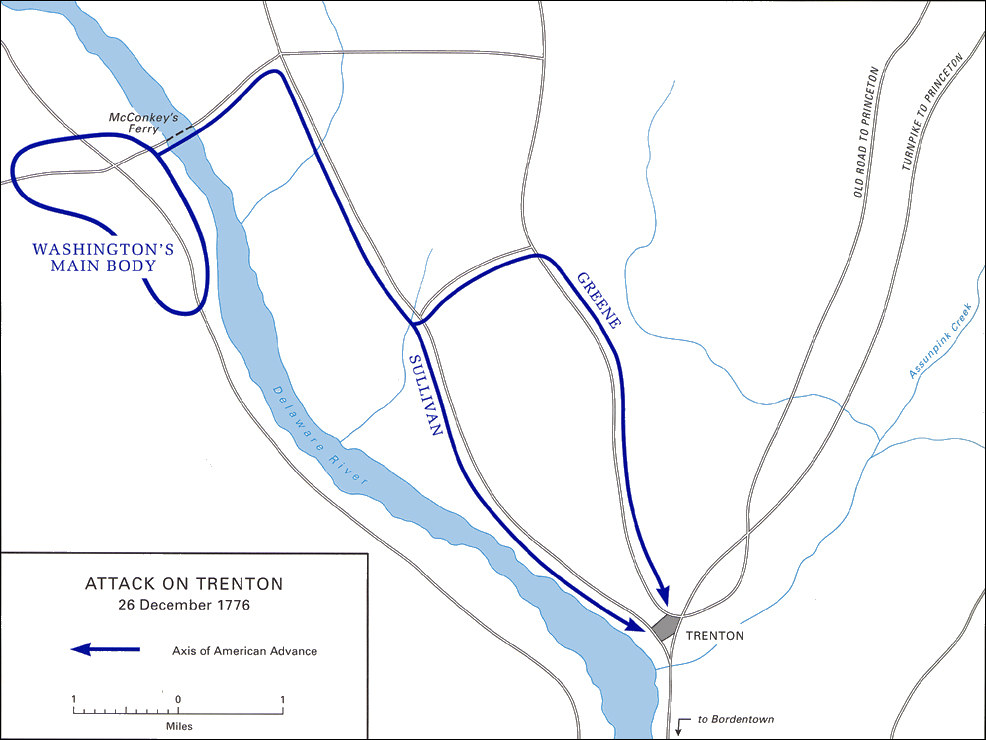
Batalla de Trenton

Cap al migdia, les forces de Washington havien obligat novament als seus enemics a creuar el riu Delaware cap a dins de Pennsilvània, capturant presoners i els seus equipaments. Aquesta batalla va donar al Congrés Continental un nou aire de confiança, ja que va demostrar que les forces colonials podien derrotar les regulars angleses. També va augmentar els reenganxaments a les forces de l'Exèrcit Continental. Els colonials ara s'havien provat contra un exèrcit europeu i la por que inspiraven els Hessians amb anterioritat es va diluir aquest any a Nova York. De fet el capità John Ewald (dels Jägers), que estava amb Donop al Mount Holly a l'hora de l'atac, diria més endavant referint-se als colons, "Ara hem de donar-los l'honor de les fortificacions.. ".